# Aqueduc de l'Aqua Julia
L'aqueduc de l'Aqua Julia ou aqueduc Julien (en latin : Aqua Iulia) est le cinquième aqueduc de Rome, édifié par Agrippa en 33 av. J.-C.

## Histoire
Sous le consulat de Lucius Volcacius Tullus et le deuxième d'Auguste, Agrippa, alors édile, fait amener à Rome une nouvelle eau. L'unissant à l'aqueduc de l'Aqua Tepula hors des murs de Rome dans des conduits séparés, on appelle le nouvel aqueduc Iulia, du nom de celui qui a découvert la source.
Près de la source utilisée située au douzième milliaire de la voie Latine, il en coule une deuxième qu'Agrippa ignore, peut-être pour l'avoir laissée aux habitants de Tusculum. Des fontainiers de Rome s'emparent de cette eau, pour leur profit, mais sur ordre de l'empereur, Auguste, doivent la rendre aux habitants de Tusculane.
Il est réparé par Auguste à la suite d'un rapport des consuls Quintus Aelius Tubero et Paullus Fabius Maximus en 11 av. J.-C.
L’arrivée sur Rome de l’eau de l’Aqueduc Julia se fait maintenant par un canal appelé Marrana Mariana construit par Calixte II en 1122, mais est employé principalement pour les moulins et l’irrigation.

## Description
Depuis la source près de Tusculum, l'aqueduc emprunte les arches de l'aqueduc de l'Aqua Tepula qui longent la voie Latine jusqu'à Rome. Son parcours est long de 15 426 pas (soit 22,9 km), dont 7 000 (10 km) en ouvrages au-dessus de la terre, 528 pas (700 m) en substructions établies dans la partie rapprochée de Rome et 6 472 (9,6 km) en arcades.
Arrivant à Rome près de la Porte Majeure, avec deux autres aqueducs, celui de l'Aqua Tepula et de l'Aqua Marcia, leurs eaux sont reçues dans des réservoirs fermés. L'eau quitte les réservoirs pour rejoindre les mêmes arcades, mais dans des canaux séparés, celui de l'Aqua Julia, au-dessus de celui de l'Aqua Tepula, lui-même au-dessus de celui de l'Aqua Marcia. Arrivés au niveau du Viminal, les canaux pénètrent tous les trois dans des souterrains, côte à côte. L'aqueduc fournit ensuite le Cælius par des conduits souterrains. 
Il est le troisième plus élevé des aqueducs de Rome (39,71 m), à l'époque de Frontin, donc sans compter l'aqueduc de l'Aqua Traiana et l'aqueduc de l'Aqua Alexandrina, et peut ainsi fournir toutes les parties de la ville.

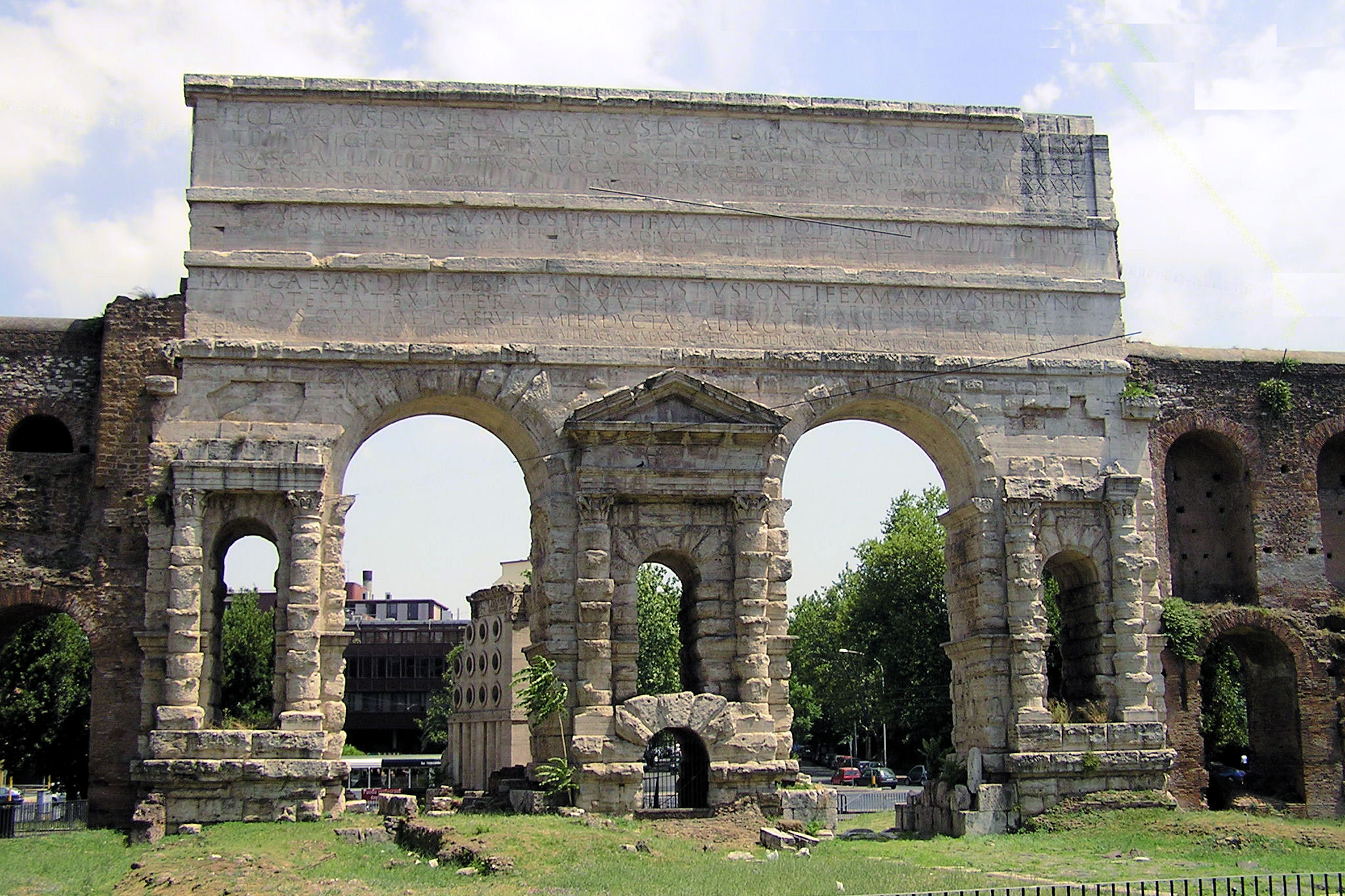
La Porte Majeure, où cinq aqueducs se croisent.
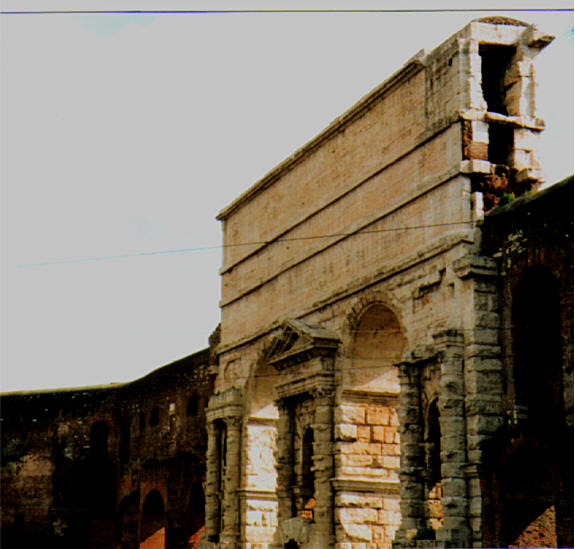
Porte Majeure, jonction de l'Aqua Claudia et de l'Aqua Anio Novus avec l'Aqua Marcia et l'Aqua Tepula portant l'Aqua Iulia.

## Fonction

### Usage
L'eau est inscrite dans les règlements à l'époque de Frontin pour 649 quinaires (27 000 m³/j), quantité qui n'a pu être constatée à la tête de l'aqueduc car l'aqueduc recueille plusieurs eaux successivement, mais l'administrateur principal des eaux de Rome a calculé 1 206 quinaires (50 000 m³/j) dans un réservoir hors de Rome. Elle reçoit en outre 162 quinaires (7 000 m³/j) de l'Aqueduc Claudia, pour un total de 1 368 quinaires (57 000 m³/j), dont 190 quinaires (8 000 m³/j) sont distribués à l'Aqueduc Tepula et il reste 803 quinaires (33 000 m³/j) sous le nom de l'Aqueduc Julia. Finalement, il manque malgré tout 213 quinaires (9 000 m³/j) selon les calculs de Frontin, qui les a trouvés dans des détournements sans l'autorisation de l'empereur.
Cependant, une grande partie de son approvisionnement est siphonnée par les citoyens pour leurs usages privés avant le règne de Néron, notamment sur l'Aventin et le Caelius. Néron fait construire une extension à l'Aqueduc Claudia, et les eaux de cette dernière ainsi que celles de la Marcia disparaissent entièrement à la suite des détournements frauduleux.

### Distribution
Hors de la ville, 206 quinaires (9 000 m³/j) sont distribués de la manière suivante :
- 85 quinaires (4 000 m³/j ; 41 %) sont réservés à l'empereur[a 7] ;
- 121 quinaires (5 000 m³/j ; 59 %) pour les particuliers[a 7].

L'aqueduc fournit aussi réellement 597 quinaires (25 000 m³/j), le reste étant siphonné illégalement, pour les régions II, III, V, VI, VIII, X et XII au moyen de 17 châteaux d'eau : 
- 18 quinaires (700 m³/j ; 3 %) sont réservés à l'empereur[a 7] ;
- 196 quinaires (8 000 m³/j ; 33 %) pour les particuliers[a 7] ;
- 383 quinaires (16 000 m³/j ; 64 %) pour les usages publics[a 7], dont :
  - 182 quinaires (8 000 m³/j ; 30 %) pour 10 ateliers publics[a 7] ;
  - 67 quinaires (3 000 m³/j ; 11 %) pour les lieux de spectacle[a 7] ;
  - 65 quinaires (3 000 m³/j ; 11 %) pour 28 bassins[a 7] ;
  - 69 quinaires (3 000 m³/j ; 12 %) pour trois camps[a 7].

Il alimente la monumentale fontaine de la Place Vittorio Emanuele, construite par Sévère Alexandre. 